# Kemenesszentpéter
Kemenesszentpéter es un pueblo ubicado en el distrito de Pápa, en el condado de Veszprém, Hungría.

## Superficie
Posee una superficie de 21,35 kilómetros cuadrados.

## Demografía
Hasta 2019 la población era de 587 habitantes, con una densidad de población de 27,49 habitantes por kilómetro cuadrado.